# قزية
القزية (الاسم العلمي: Bombyx)، جنس من عثيات الحرير الحقيقية أو عثيات حرير التوت تحت فصيلة القزيات. منذ آلاف السنين لم يكن الناس يعرفون سوى نوعين، ولكن بعد ذلك تم اكتشاف أنواع أخرى أقل أهمية،
والجنس يحتوي على نوعين هجينة مختبرة، وشبه الطبيعية خليط بين إناث دودة القز وذكور عثة الحرير البرية [الإنجليزية]، وهجين آخر عكس الأول.